# Вильжюиф — Лео Лагранж (станция метро)
Вильжюиф — Лео Лагранж (фр. Villejuif - Léo Lagrange) — станция линии 7 Парижского метрополитена, расположенная в коммуне Вильжюиф департамента Валь-де-Марн, от которой и получила первую половину своего названия.

## История
- Станция открылась 28 февраля 1985 года в составе пускового участка Ле-Кремлен — Бисетр — Вильжюиф — Луи Арагон линии 7. Вторую половину своего названия станция получила в честь французского спортивного чиновника 1930-х годов Лео Лагранжа, погибшего в 1940 году в ходе оккупации Франции нацистскими войсками. С именем Лагранжа связана спортивная тематика, применённая в оформлении путевых стен станции.
- Пассажиропоток по станции по входу в 2011 году, по данным RATP, составил 2 392 154 человек[2].В 2012 году этот показатель вырос до 2491715 человек[3], а в 2013 году на станцию вошли 2 558 494 пассажиров (214 место по уровню пассажиропотока в Парижском метро)[4]